# Villa Guardamangia
Villa Guardamangia, wcześniej znana jako Casa Medina, a czasem nazywana Casa Guardamangia – dom miejski w Gwardamanġa, przedmieściu Pietà na Malcie, który był rezydencją księżniczki Elżbiety (późniejszej królowej Elżbiety II) i Filipa, księcia Edynburga w latach 1949–1951, kiedy Filip stacjonował na Malcie jako oficer Royal Navy.

## Historia
Villa Guardamangia została zbudowana w roku 1900 przez sir Augusto Bartolo jako farmhouse, i została nazwana Casa Medina.
Około roku 1929, willa została po raz pierwszy wyleasingowana hrabiemu Mountbatten of Burma, który się nią zainteresował ze względu na bliskość Marsy z jej torem wyścigów konnych i polem golfowym, pasującymi do jego rozrzutnego stylu życia. Willa była w złym stanie, podzielona na mieszkania, zmuszając Mountbattena do zamieszkania w dwóch pokojach w hotelu Phoenicia we Florianie na czas odnowienia budynku. Mountbatten po jakimś czasie kupił willę i często ją odwiedzał w latach 1950., stacjonując na Malcie jako naczelny dowódca brytyjskiej Floty Śródziemnomorskiej.
Kiedy książę i księżna Edynburga przybyli na Maltę po raz pierwszy, zatrzymali się w San Anton Palace, goszczeni przez Geralda Stricklanda i jego żonę. Księżniczka Elżbieta (późniejsza królowa Elżbieta II) i jej ówczesny narzeczony Philip Mountbatten (późniejszy książę Filip), po raz pierwszy zatrzymali się w Villa Guardamangia w roku 1946. Para powracała tam kilkakrotnie, aż do roku 1952, w czasie kiedy Filip stacjonował na Malcie jako oficer Royal Navy a Elżbieta pracowała w Soildiers, Sailors, Airmen Families Association (SSAFA) w Auberge de Castille. W końcu hrabia Mountbatten przekazał willę młodej parze, gdzie przebywała nieprzerwanie od roku 1949 do 1951. Sugerowano, że ich drugie dziecko, księżniczka Anna, została poczęta w willi. Królowa, która nazywała willę po prostu „Guardamangia”, opisywała swój pobyt na Malcie jako jeden z najlepszych okresów w życiu oraz że był to jedyny czas kiedy mogła żyć „normalnie”.
Królowa Elżbieta II odwiedziła Villa Guardamangia podczas swojej wizyty państwowej na Malcie w roku 1992; podczas pobytu w roku 2007 obchodziła na wyspie, razem z księciem Filipem, 60. rocznicę ich ślubu. Poprosiła wtedy o możliwość odwiedzenia willi, lecz podobno jej właściciele, rodzina Ġużè Schembri, nie zgodziła się na to. W roku 2013 królowa otrzymała od Wysokiego Komisarza Malty w Londynie Normana Hamiltona obraz przedstawiający willę Guardamangia. Podczas swojego pobytu na Malcie na Spotkaniu Szefów Rządów Państw Wspólnoty Narodów w roku 2015, królowa nie odwiedziła willi, z powodu jej złego stanu oraz sporu pomiędzy właścicielem i rządem, lecz prezydent Marie-Louise Coleiro Preca podarowała królowej kolejny obraz przedstawiający fasadę willi.

## Budynek i ogrody

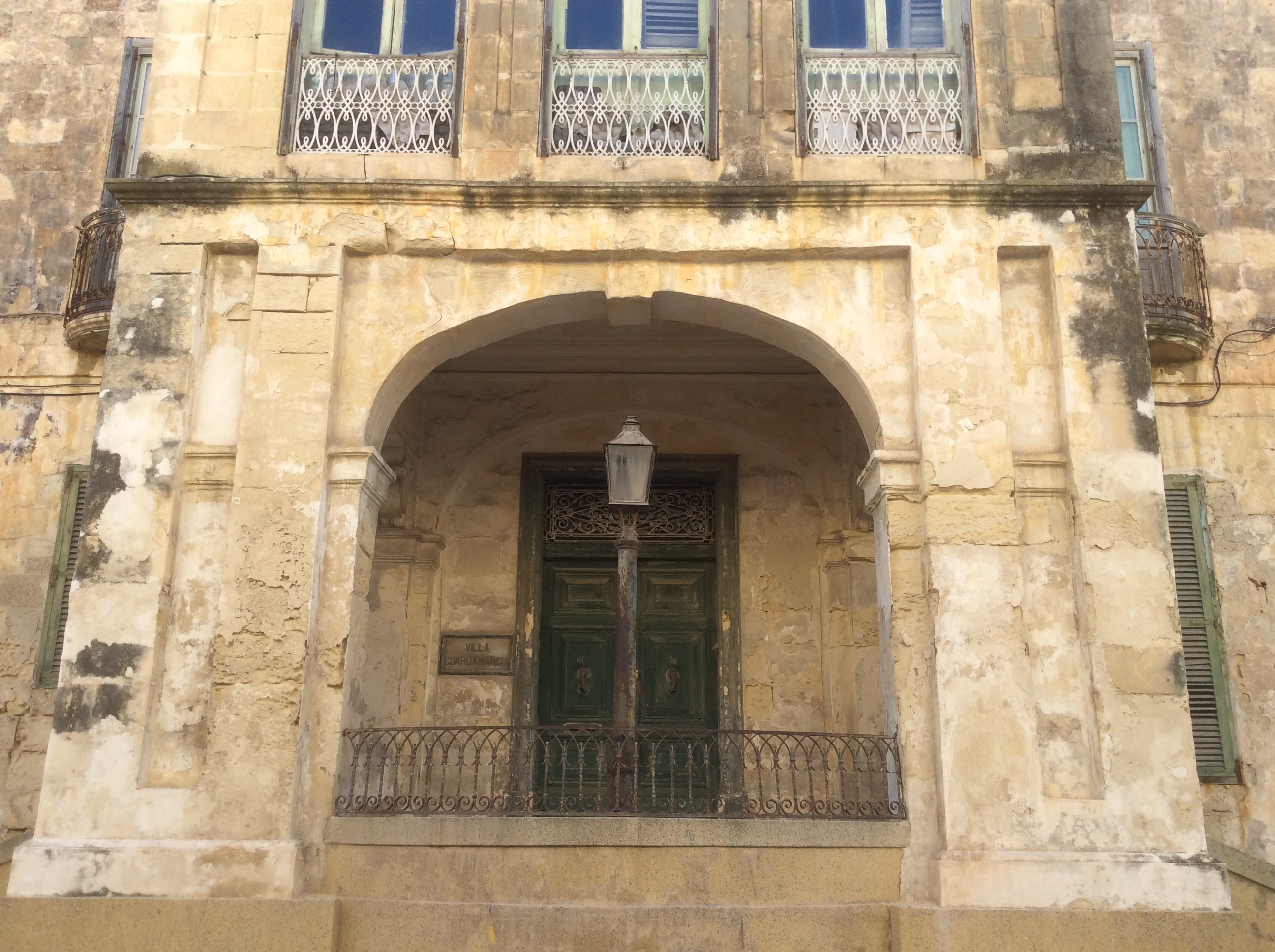
Fasada z tablicą z napisem „Villa Guardamangia”

Willa znajduje się zaraz za obrzeżami i przedmieściem Valletty, w osadzie Guardamanġa, na szczycie wzgórza o tej samej nazwie, na cichym mieszkalnym terenie przy wąskiej uliczce. Willa
ma formę pałacu, ze wspaniałym widokiem na morze ponad Marsamxett Harbour. Królowa opisuje go jako „town house”. Jest to typowa tradycyjna maltańska rezydencja. Budynek postawiony jest z bloczków wapiennych, znanych jako „sandstone” (kamień piaskowy, piaskowiec), i opisywanych przez królową jako „yellow stone” (żółty kamień); zaprojektowany został z przestronnymi wnętrzami.
Willa jest dużą dwukondygnacyjną budowlą. Posiada dwa wejścia: jedno na poziomie ulicy, drugie, reprezentacyjne, z wymyślnego frontowego ganku, do którego prowadzą dwa biegi schodów, po jednym z każdej strony. Ganek ma z frontu wypukłą balustradę, ponad którą jest szeroki eliptyczny łuk. Zwinięte wsporniki podpierają boki nadproży, a prosto zakończone drzwi umieszczone są w łukowatym zagłębieniu. Na szczycie ganku znajdują się łukowo zakończone okna z drewnianymi okiennicami: trzy od frontu, oraz po jednym z każdej strony. Uwagę zwracają półokrągłe balkoniki z balustradą z kutego żelaza, umieszczone na wyższej kondygnacji po obu stronach ganku, okna z okiennicami oraz wejście typu „remissa”. Fasada nie posiada dekoracji, oprócz balustrady wzdłuż krawędzi dachu.
Na tyłach willi jest zaciszny ogród. Królowa opisywała go po prostu jako „mały ogród w Villa Guardamangia”. Osobiście urządziła ogród i otoczenie według własnych upodobań i stylu życia, chociaż większość prac stricte ogrodniczych wykonał ogrodnik. Główną atrakcją ogrodu jest długi taras, wychodzący z budynku willi i ciągnący się do końca ogrodu. Środek tarasu to miejsce, gdzie stała ławka, przy której zrobione zostały najbardziej znane fotografie królewskiej pary i ich gości. Ogród pełnił funkcję rozrywkową, ale także uprawiano tam kwiaty, które książę Filip lubił mieć w swojej kabinie okrętowej i mesie oficerskiej.

## Stan obecny

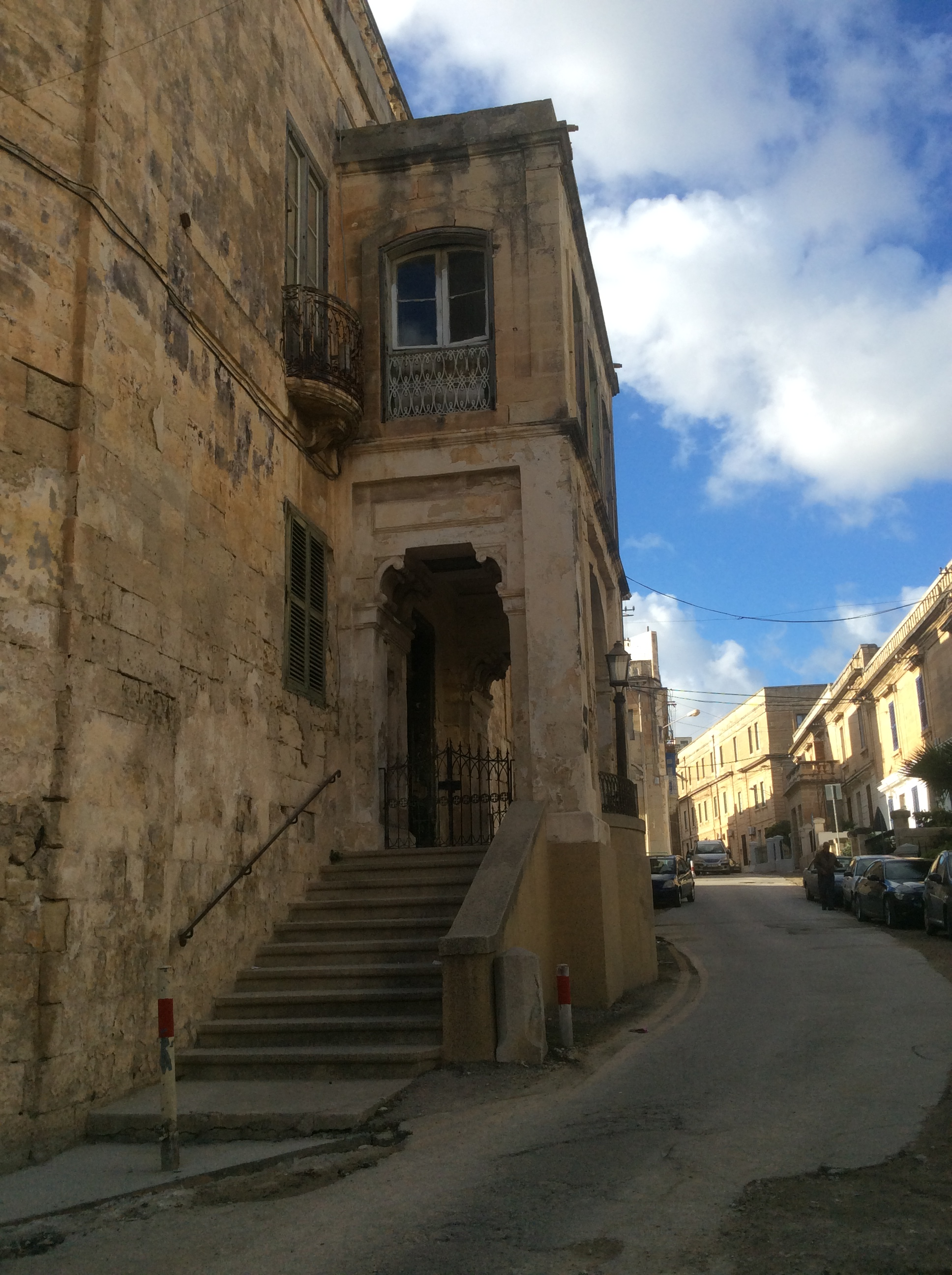
Willa jest w stanie zaniedbanym

Malta Environment and Planning Authority (MEPA) zaliczyła willę do zabytków narodowych 2. klasy. Budynek jest zaniedbany. NGO Flimkien għal Ambjent Aħjar (Razem dla najlepszego środowiska) wezwała do jego odnowy, a rząd stara się wywłaszczyć willę i ją odremontować, oskarżając jej obecnych właścicieli o celowe doprowadzenie budynku do gorszego stanu, aby móc go zburzyć, a parcelę sprzedać pod zabudowę. W roku 2015, królowa Elżbieta podczas swojego pobytu w San Anton Palace stwierdziła, willa „wygląda teraz raczej żałośnie.”
Villa Guardamangia, po odrestaurowaniu, może stać się lokalną atrakcją turystyczną. W roku 2015 w nienaukowym badaniu opinii publicznej on-line, 84% respondentów stwierdziło, że odwiedziłoby willę, jeśli zostanie odnowiona i otwarta dla publiczności. Willa jest dobrze znanym miejscem powiązanym z rodziną królewską.
Daily Telegraph, w artykule z 30 kwietnia 2015 roku (w części Malta travel guide), omyłkowo opublikował zdjęcie fasady willi Luginsland w Rabacie, jako tylnej elewacji willi Guardamangia.
Villa Guardamangia była prywatną własnością Mariki Schembri i jej rodzeństwa. W czerwcu 2019 willa została wystawiona na sprzedaż za kwotę 6 milionów euro (5,3 miliona funtów). Od października 2019 willa należy już do rządu Malty, który zakupił ją za kwotę 4,5 miliona funtów z zamiarem zrobienia z niej atrakcji turystycznej. Planuje się, że na parterze willi znajdzie miejsce wystawa obrazująca stosunki pomiędzy Maltą i Wielką Brytanią, zaś pierwsze piętro zostanie zrekonstruowane do wyglądu z okresu, kiedy mieszkali tu książę Filip i ówczesna księżniczka Elżbieta.
Do grudnia 2020, przed rozpoczęciem właściwych prac renowacyjnych przeprowadzono szeroko zakrojone skanowanie budynku. W tym celu Departament Digitalizacji Heritage Malta współpracuje z Urzędem Planowania i Uniwersytetem Maltańskim w ramach projektu „SIntegraM”.
W międzyczasie wykonywanych jest kilka pilnych prac konstrukcyjnych mających na celu zabezpieczenie prestiżowego budynku. Po tym procesie będzie można rozpocząć szeroko zakrojony projekt renowacji, który przywróci willę do jej pierwotnej świetności. Kwota, wstępnie przewidziana na odnowienie willi wynosi 10 milionów euro. Planowane jest zaproszenie przedstawicieli brytyjskiej rodziny królewskiej na uroczystość otwarcia odrestaurowanej willi.

## Literatura
- Ryan Peters: The Queen is given a painting of the villa in Malta where she and Prince Philip stayed in the fifties. [w:] Nigeria Daily News [on-line]. 2015-11-27. (ang.).
- From Floriana to Naxxar via Sliema. W: Women’s Places (Itineraries). s. 384–385. (ang.).
- L. Bell, A. Bousfield, G. Toffoli: Queen and Consort: Elizabeth and Philip: 60 Years of Marriage. Dundurn, 2007, s. 166. ISBN 978-1-4597-1434-2. (ang.).